# 台朔汽車
台朔汽車股份有限公司是一家台灣的汽車公司，由台塑集團出資、王永慶女婿李宗昌於1996年10月20日創立，買下當時經營不善的三富汽車工廠後開始營運，當初除生產汽油與天然氣乘用車外，更計畫以累積汽油車的製造及管理經驗。1999年11月11日，與韓國大宇汽車合作技術生產首款車「台朔一號」，引擎則使用美國通用汽車SC-1 DOHC 2.0升，此外還計畫發展電動車系統。
2005年，又取得歐系Škoda的代理權，將Fabia、Octavia、Superb、Roomster車款引進台灣；後因原廠報價偏高，於2007年底放棄代理權，售後維修移轉給台塑汽車貨運負責。
2006年底，台塑最後僅保留與荷蘭達富(DAF)重車生產組裝線，由台塑貨運負責，未來還準備拓展東南亞市場，目前國內由旗下的台宇汽車負責銷售及服務。

## 簡史
台朔汽車的緣起與王永慶年輕時的汽車夢有不可分的關聯，然而汽車業高度技術密集和行銷密集，台灣一直沒有自主汽車業、只有少量零件代工和代理進口。而另一個關鍵人物李宗昌，則是平民記者出身娶到王永慶二女兒王瑞瑜，常年以來一直力圖表現，希望擺脫依靠妻子家族的形象。1996年，台灣一家汽車小廠三富汽車經營不善、有意出售，遂成為契機，李宗昌力薦王家出資買下進軍汽車業。

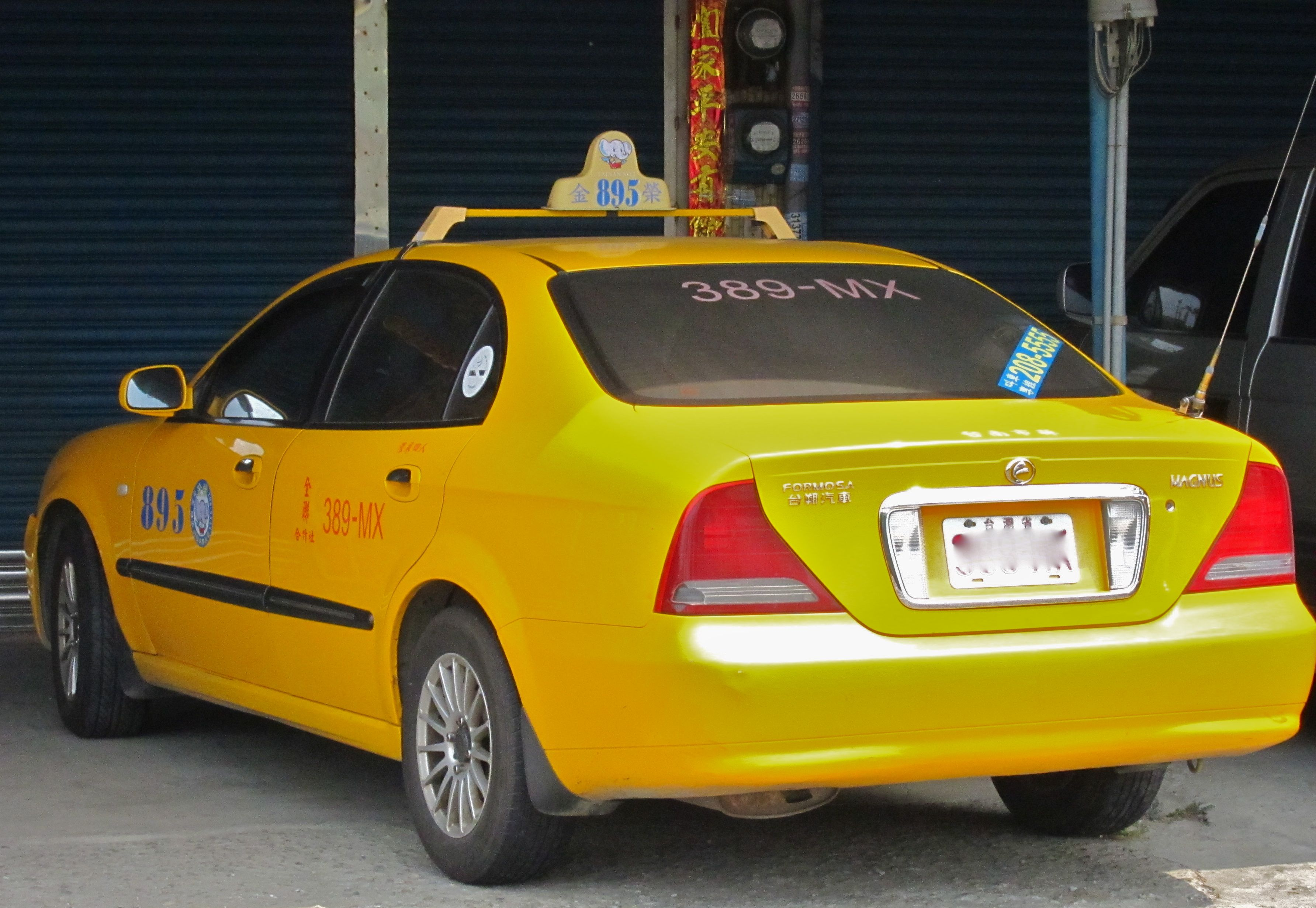
台朔一號

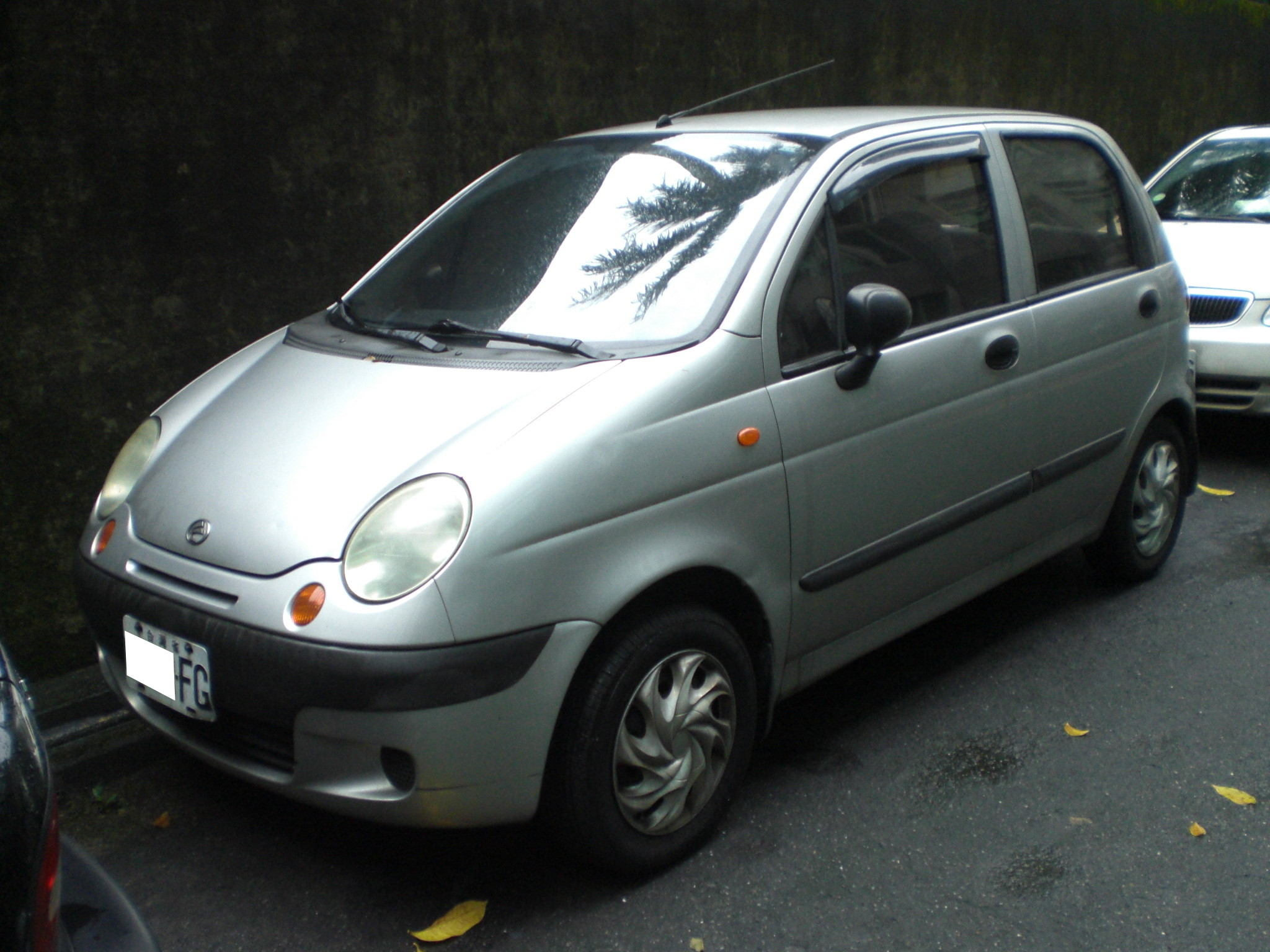
台朔二號

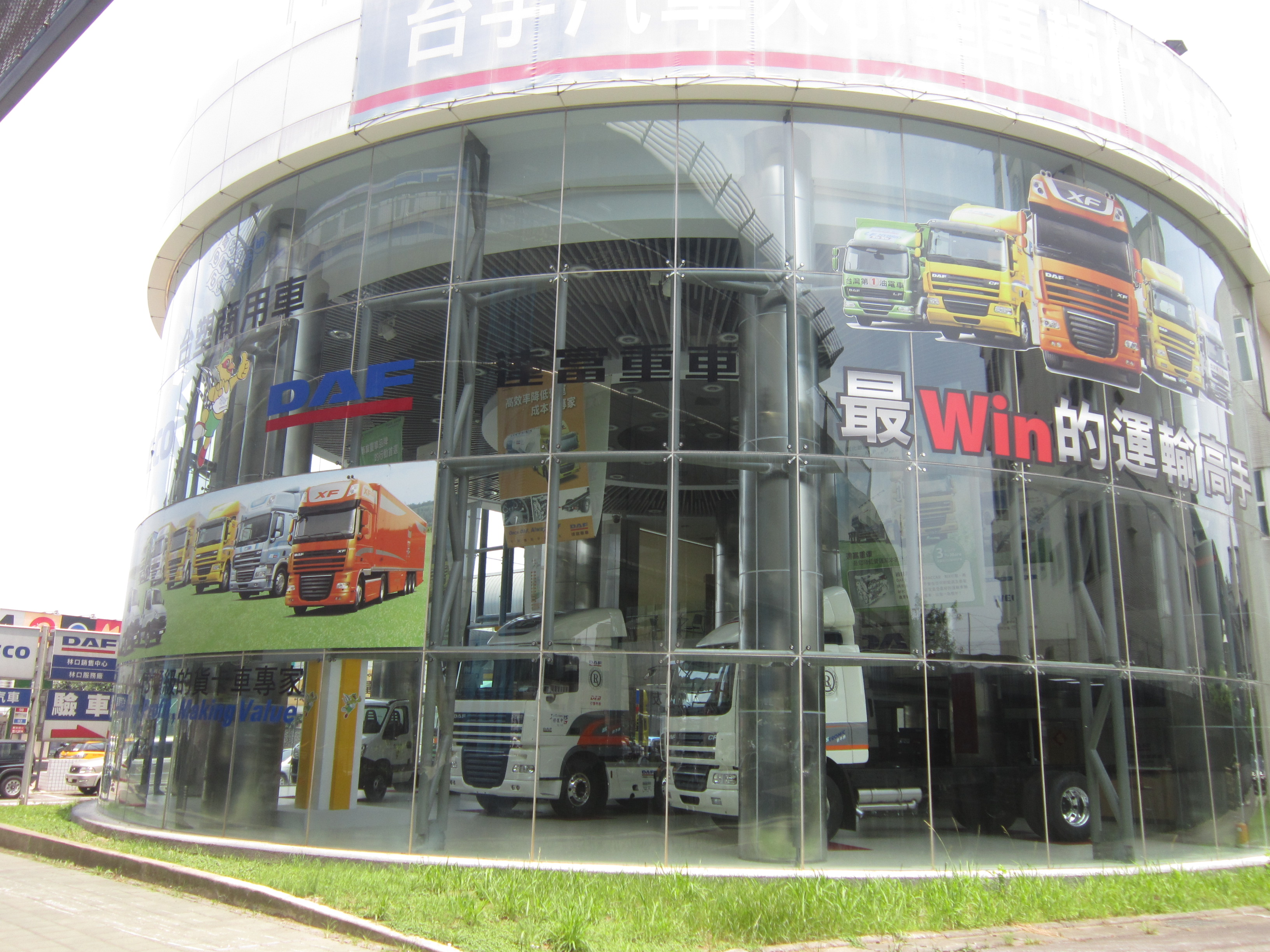
台朔汽車轉型後改以商用車為主，圖為旗下位於林口的商用車展示中心

然而李宗昌並非有商業才幹和汽車技術鑽研之人，依靠王家女婿頭銜在台朔汽車創業初期還算取得一些政商人脈的幫助，但是該公司經營方向有極大問題：初入市場便主打自有品牌的大夢，卻毫無自主技術。首款車「台朔一號」命名怪異不知所云，然該車實為韓國大宇汽車的Magnus車款加上美國進口的引擎，該車品質與賣相均差強人意，只能主打廉價市場。
李宗昌也非有心從事汽車專業，另挪用資金為成立多家生技、電漿電視、營建等異業公司，並由自己李姓家人出任董事，逐漸引起王永慶不滿。汽車本業也連年虧損，平均一年賣不出6000台，僅為台灣同業龍頭1/8甚至1/10銷量，轉投資公司也皆為虧損。

## 不堪虧損
- 2004年10月，台塑集團不堪台朔汽車持續虧損，計畫將收掉此公司[6]。
- 2005年，台朔汽車代理捷克Škoda汽車，幾乎等於宣布放棄自有品牌，淪為一般代理商。然而Škoda當時在台灣仍非知名品牌，台朔汽車也沒有大力行銷品牌形象認知，Škoda原廠還欲調高報價；所以台朔汽車依然虧損收場，預計結束營業，股東資金大舉認賠。
- 2006年底，台塑同意台朔汽車減資新台幣14億9900萬元、再增資新台幣6億元，然而還是不堪虧損，幾乎全部結束營業，只保留少數大貨車進口代理業務。
- 2007年底，台朔汽車將大肚、王田工廠賣予太子汽車旗下的勝榮汽車，生產勝榮汽車代理的大陸奇瑞汽車。Škoda汽車代理權後轉移至太古集團旗下利奔汽車[7]。
- 李宗昌也被調離職務，不久後與王瑞瑜離婚；一年多後，其轉投資的營建事業被檢調調查涉及行賄新竹縣政府官員取得新竹科學園區三期開發案、以及公司帳目不清，2013年1月2日被中華民國最高法院依違反《公司法》判刑三個月、得易科罰金新台幣九萬元定讞。[8]

## 轉型
- 台朔汽車將原本保留的大貨車進口代理業務轉型成台灣重車組裝生產業務[9]，並由台塑貨運負責接手，引進荷蘭DAF重車，計畫以台塑達富品牌在台銷售，接著收回原本賣給勝榮汽車的汽車組裝廠，台塑達富年產能將可倍增[10]。
- 後來由陳勝光擔任台朔汽車董事長兼台塑集團內數個汽車運輸部門的董事長（如：台宇汽車、台塑貨運、六輕貨運、塑化貨運、台塑物流及台塑鋰鐵材料科技），負責整個台塑集團的汽車事業部門[11]。
- 2013年7月，台宇汽車與台火開發及同均動能共同開發出全台第一輛電動壓縮式油電垃圾車[12]。
- 2015年12月，台宇汽車負責合同興代理的東風小康穩發一箱半車輛散件組裝正式上市。由臺中港引進進口全散件（completely-knocked-down，簡稱CKD）後，至台朔大肚廠組裝生產。穩發以酷炫輕卡為主宣傳，廣告代言人沈文程同時也是穩發的第一位台灣車主。